# Virgen de la Roca
La Virgen de la Roca (Virxe da Rocha en gallego) es un monumento en el municipio pontevedrés de Bayona (Galicia, España). Está situada en el ala del monte Sansón, a 100 m sobre el nivel del mar.

## Historia
La idea de su construcción fue del ingeniero Gustavo Calvo Julián. La primera piedra se colocó el 18 de septiembre de 1910, colocándose sobre ella una pequeña caja de zinc con dos monedas de oro, dos de plata y dos de bronce, además de una copia del acta de tal acontecimiento. Su ejecución fue lenta debido a las dificultades económicas, siendo inaugurada el 14 de septiembre de 1930.
Mide 15 m de altura. La talla en piedra fue realizada por Antonio Palacios, y la cara y las manos, que son de mármol blanco, fueron hechas por el madrileño Ángel García Díaz. La corona está rodeada de un nimbo de azulejos y piedra que descansa sobre los hombros. El interior del monumento es hueco y tiene una escalera de caracol que permite subir al barco que la Virgen sostiene en la mano derecha. Con capacidad para cinco personas, sirve de mirador hacia el océano Atlántico.
Al lado del monumento se levantó más tarde el parque recreativo "Mercedes de la Escalera" (en la honra de Mercedes Ruiz de la Escalera) de gran superficie, dotado de un vía crucis, restaurado en 2014, en el que se celebra el último domingo de agosto una popular romería dedicada a la Virgen.